# Пиаца Брембана
Пиа̀ца Бремба̀на (на италиански: Piazza Brembana; на ломбардски: Piassa, Пиаса) е село и община в Северна Италия, провинция Бергамо, регион Ломбардия. Разположено е на 518 m надморска височина. Населението на общината е 1227 души (към 2018 г.).